# Аркосолий

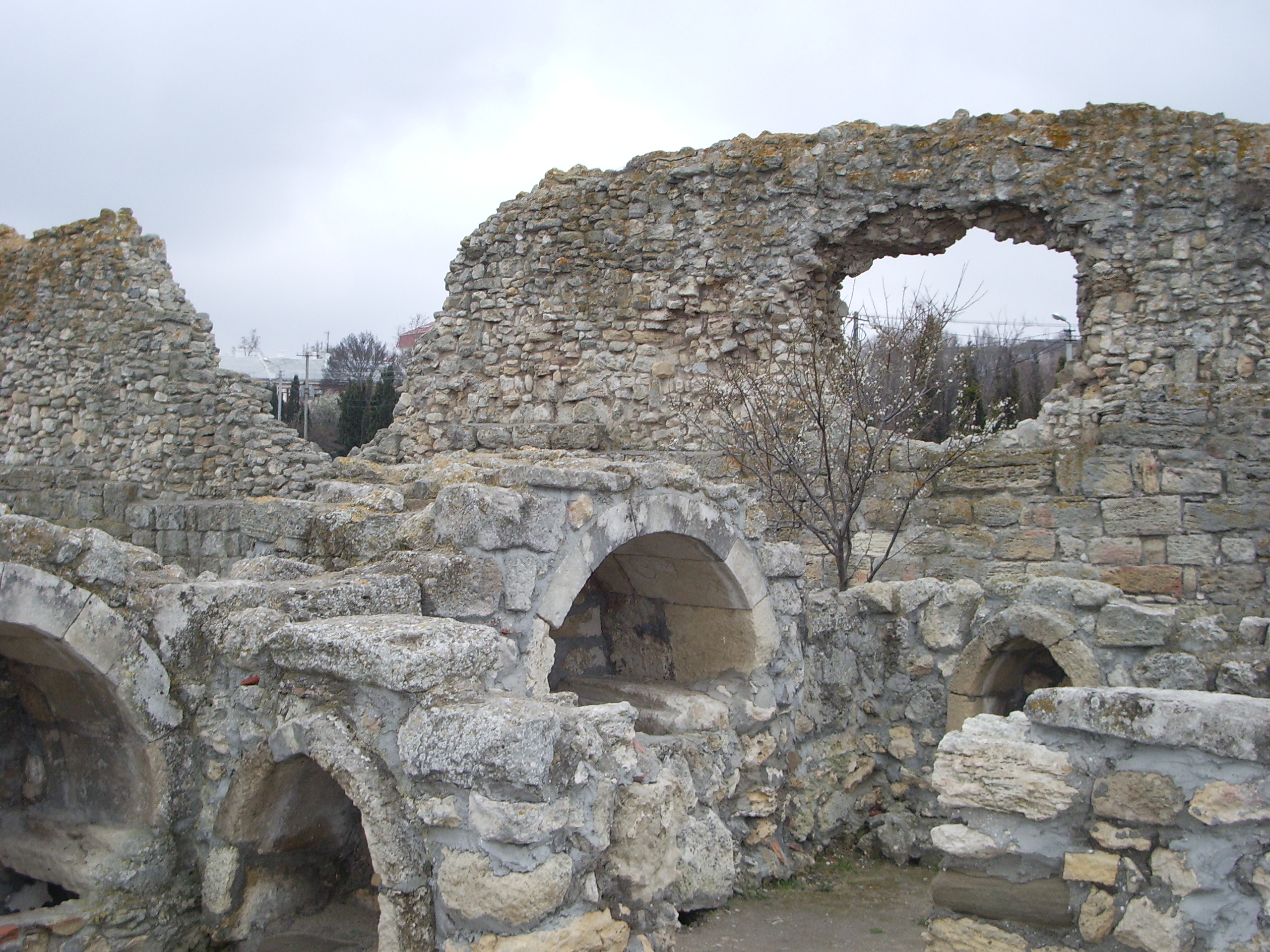
Руины храма с аркосолиями. Херсонес. Крым

Аркосолий (лат. arcus — дуга и solium — престол, саркофаг, трон) — в раннехристианских и средневековых погребениях арочная ниша для установки урны с прахом умершего или саркофага. Аркосолии имеются в раннехристианских катакомбах.
В романской и готической архитектуре, аркосолием стали называть боковой придел христианского храма, капеллу с алтарём или гробницей, где устанавливали саркофаги лиц знатного происхождения, епископов, архиепископов, донаторов или раки с мощами святых. В архитектурном отношении такие аркосолии аналогичны эдикулам античных построек. Позднее аркосолий — подпружная арка, отделяющая западную часть храма — нартекс или главный неф — от восточной, алтарной части: хора или апсиды.
Аркосолии часто украшали росписью или фресками. Широкое распространения храмы с аркосолиями получили в средневизантийскую эпоху. На Руси аркосолии широко применяли в храмах и монастырских соборах, имевших погребения. Аркосолии для мощей святых встречаются даже в межалтарных стенах.
Один из широко известных памятников архитектуры — Храм с аркосолиями — расположен на территории Херсонесса Таврического.